# Choneiulus verhoeffi
Choneiulus verhoeffi är en mångfotingart som först beskrevs av Carl Graf Attems 1899.  Choneiulus verhoeffi ingår i släktet Choneiulus och familjen pärlbandsfotingar. Inga underarter finns listade i Catalogue of Life.